# Leeds Rhinos

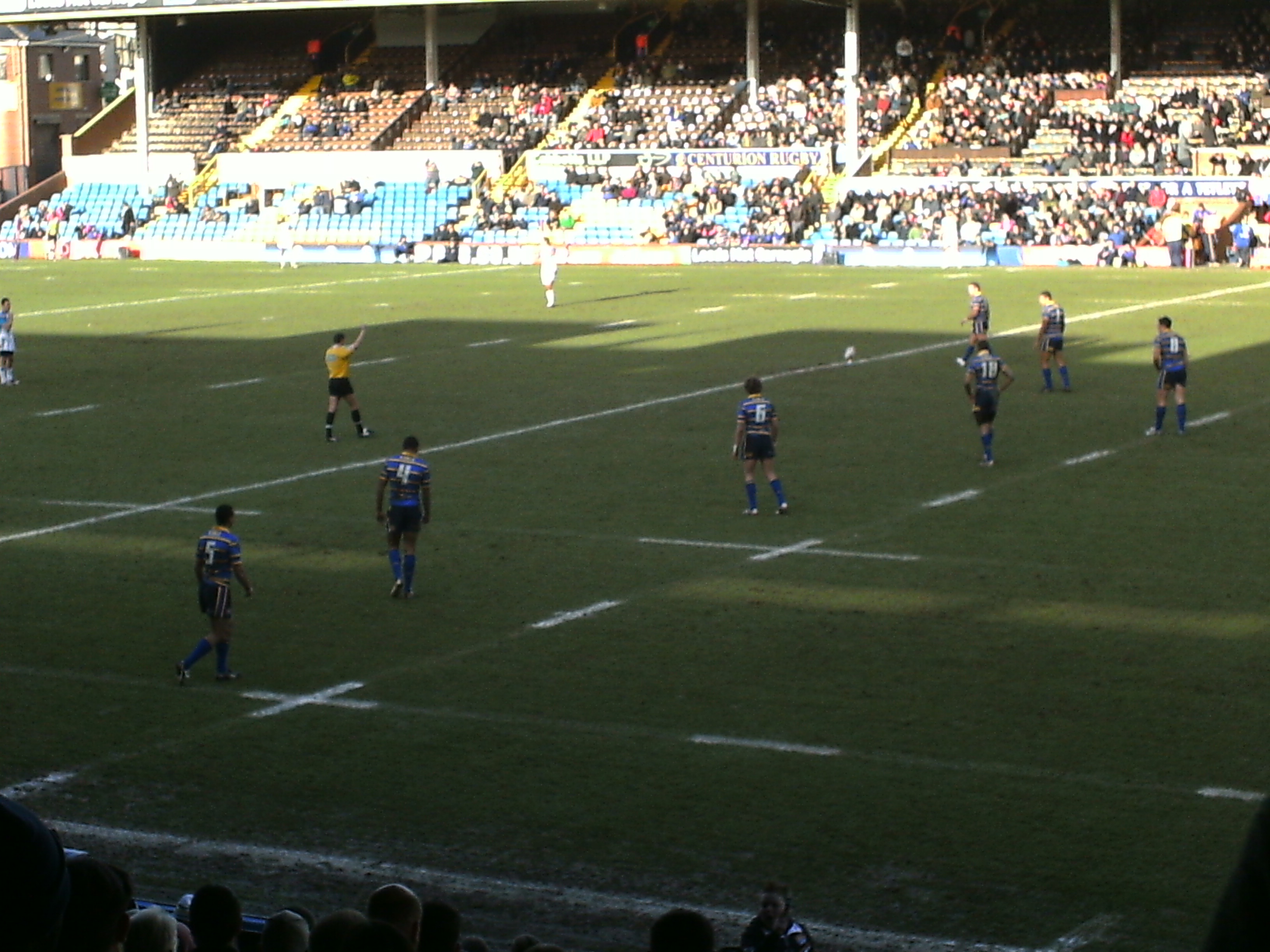
Leeds Rhinos spelen de Wakefield Wildcats in 2008.

Leeds Rhinos een professionele Rugby League team in de stad Leeds in West Yorkshire. De club speelt op het Headingley Carnegie Stadium en zijn huidige Europese Champions.

## Geschiedenis
De club werd opgericht in 1895 als Leeds RLFC. Leeds RLFC gevormd uit de vorige Rugby Union club van 'Leeds St Johns', die de huidige stadion gekocht op een veiling in 1888. Leeds waren stichtende leden van de Northern Union toen het brak weg van de Rugby Football Unie in 1895. In 1996, ter gelegenheid van hun binnenkomst in Superleague, de club haar naam veranderde in 'Leeds Rhinos' in lijn met veel andere clubs op dat moment.

## Stadion
Leeds Rhinos spelen bij de Headingley Carnegie Stadium, dat gelegen is in de voorstad van Headingley. Het stadion heeft zowel een cricket en rugby stadion, die niet naast elkaar liggen. De rugby stadion heeft een capaciteit van 22.500.

## Mascotte

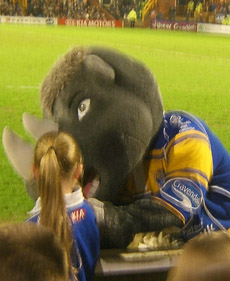
Ronnie The Rhino

De club is mascotte Ronnie the Rhino (Ronnie de neushoorn), die is verschenen op de club sinds de Rhinos naam werd aangenomen. Ronnie the Rhino woont scholen in Leeds het bevorderen van sport en gezond leven.